# Alejandro Camino
Alejandro Camino (Montevideo, 29 de mayo de 1965) es un periodista, actor, locutor, funcionario y presentador uruguayo. 

## Biografía
Realizó sus estudios en el Instituto Alfredo Vásquez Acevedo. Trabajó como presentador de El club de Tom y Jerry  y Sote, programa de entretenimientos de preguntas y respuestas en Canal 10. También formó parte de las obras de teatro Toc Toc y Una terapia sin causa.
Participa del panel del programa periodístico Esta boca es mía en Teledoce, y en la radio en La mañana en Camino de lunes a viernes de 10 a 12 horas.
Camino fue galardonado con el Premio Legión del Libro otorgado por la Cámara Uruguaya del Libro.
Contrajo matrimonio con Lorena Bomio, son padres de un hijo.
Desde el 1 de marzo de 2025, pasa a ser funcionario en comunicación del Ministerio de Defensa.

## Filmografía

### Radio
- La mañana en Camino

### Televisión
- El club de Tom y Jerry
- Esta boca es mía

### Teatro
- Toc Toc
- Una Terapia sin causa